# Kilpijoen ranta
Kilpijoen ranta este o arie protejată (arie specială de conservare — SAC, sit de importanță comunitară — SCI) din Finlanda întinsă pe o suprafață de 1 ha, integral pe uscat.

## Localizare
Centrul sitului Kilpijoen ranta este situat la coordonatele 61°17′33″N 22°45′27″E / 61.2926°N 22.7574°E.

## Înființare
Situl Kilpijoen ranta a fost declarat sit de importanță comunitară în mai 2002 pentru a proteja 1 specie de plante. Situl a fost protejat și ca arie specială de conservare în aprilie 2015.

## Biodiversitate
Situată în ecoregiunea boreală, aria protejată nu include niciun habitat protejat.
La baza desemnării sitului se află o specie protejată de  plante: Persicaria foliosa.
Pe lângă speciile protejate, pe teritoriul sitului au mai fost identificate 2 specii de plante.